# Heteronyx puncticollis
Heteronyx puncticollis är en skalbaggsart som beskrevs av Blackburn 1890. Heteronyx puncticollis ingår i släktet Heteronyx och familjen Melolonthidae. Inga underarter finns listade i Catalogue of Life.